# Evelyn Laye
Pour les articles homonymes, voir Laye.
Elsie Evelyn Lay, CBE, née le 10 juillet 1900 à Londres (quartier de Bloomsbury), ville où elle est morte (quartier de Pimlico) le 17 février 1996, est une actrice et chanteuse britannique, connue comme Evelyn Laye.

## Biographie

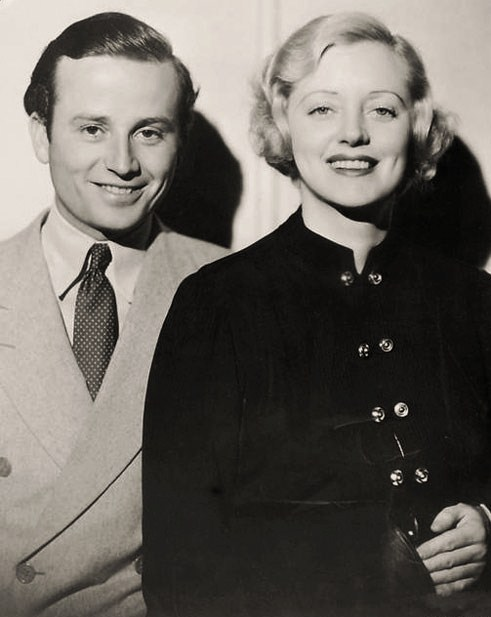
Avec son époux Frank Lawton,
en 1934

Très active au théâtre (où elle débute en 1915), Evelyn Laye s'illustre principalement dans le domaine de la comédie musicale et de l'opérette, souvent à Londres. Mentionnons Phi-Phi d'Henri Christiné (1922), une adaptation de La Belle Hélène de Jacques Offenbach (1932) et Trois valses d'Oscar Straus (1945).
Elle se produit aussi dans des pièces, dont L'École de la médisance de Richard Brinsley Sheridan (1948) et Pygmalion de George Bernard Shaw (1978).
Aux États-Unis, elle joue à Broadway (New York) à trois reprises entre 1929 et 1938, la dernière fois dans la comédie musicale Between the Devil (en) d'Arthur Schwartz (1937-1938, avec Jack Buchanan et Charles Walters).
En 1934, elle épouse en secondes noces l'acteur Frank Lawton, dont elle reste veuve à son décès en 1969. Elle joue parfois à ses côtés au théâtre, entre autres dans la pièce The Marquise de Noël Coward (1959).
Sa carrière sur les planches l'accaparant, Evelyn Laye contribue peu au cinéma (britannique surtout). Son unique film muet sort en 1927. Suivent cinq films musicaux dans les années 1930, dont Prima Donna de Victor Saville (1934, avec Fritz Kortner et Emlyn Williams) et le film américain La Chanson de la jeunesse de Dudley Murphy (1935, avec Ramón Novarro et Charles Butterworth).
Ultérieurement, elle réapparaît dans seulement quatre films, disséminés entre 1967 et 1980, dont Un Roméo de banlieue (en) d'Alvin Rakoff (1971, avec Jean Simmons et Leonard Whiting).
S'ajoutent quelques prestations à la télévision britannique dans des séries entre 1957 et 1987, dont Bizarre, bizarre (un épisode, 1983). Elle tient ses deux derniers rôles au petit écran dans deux téléfilms diffusés en 1988, dont Les Windsor, la force d'un amour de Charles Jarrott (avec Anthony Andrews et Jane Seymour).

## Théâtre (sélection)
(à Londres, sauf mention contraire)

### Comédies musicales
- 1918 : Going Up, musique de Louis Hirsch, lyrics d'Otto Harbach, livret de James Montgomery et Otto Harbach : Madeline Manners
- 1925 : Betty in Mayfair, musique d'Harold Fraser-Simson, lyrics d'Harry Graham, livret de John Hastings Turner (d'après sa pièce The Lilies of the Fields) : Betty
- 1926 : Merelly Molly, musique d'Herman Finck et Joseph Meyer, lyrics d'Harry Graham, livret de John Hastings Turner (d'après son roman Simple Souls) : Molly Shine
- 1937-1938 : Between the Devil, musique d'Arthur Schwartz, lyrics et livret d'Howard Dietz, chorégraphie de Robert Alton (à Broadway) : Natalie Rives
- 1942 : La Belle de New York (The Belle of New York), musique de Gustave Kerker, lyrics et livret de Hugh Morton : Violet Gray
- 1943 : Sunny River, musique de Sigmund Romberg, lyrics et livret d'Oscar Hammerstein II
- 1954 : Wedding in Paris, musique d'Hans May, lyrics de Sonny Millar, livret de Vera Caspary : Marcelle Thibault
- 1969 : Charlie Girl, musique et lyrics de David Heneker et John Taylor, livret de Ray Cooney, Margaret et Hugh Williams

### Opérettes
- 1922 : Phi-Phi, musique d'Henri Christiné, livret original d'Albert Willemetz et Fabien Sollar
- 1923 : La Veuve joyeuse (The Merry Widow), musique de Franz Lehár, livret original de Victor Léon et Leo Stein : Sonia
- 1923-1924 : Madame Pompadour, musique de Leo Fall, livret original de Rudolph Schanzer et Ernst Wellisch, adaptation d'Harry Graham : rôle-titre
- 1925 : Les Perles de Cléopâtre (Cleopatra), musique d'Oscar Straus, livret original d'Alfred Grünwald et Julius Brammer
- 1929-1930 : Bitter Sweet, musique, lyrics, livret et mise en scène de Noël Coward (à Broadway) : Sarah Millick / Sari Linden / Marquise de Shayne
- 1932 : La Belle Hélène (Helen!), musique de Jacques Offenbach, livret original d'Henri Meilhac et Ludovic Halévy, adaptation d'A. P. Herbert : Helen
- 1945 : Trois valses (Three Waltzes), musique d'Oscar Straus, livret original de Paul Knepler et Armin Robinson, adaptation de Diana Morgan et Robert McDermot : Katherine

### Pièces
- 1936 : Sweet Aloes de John Mallory, mise en scène de Tyrone Guthrie (à Broadway) : Belinda Warren
- 1948 : L'École de la médisance (The School for Scandal) de Richard Brinsley Sheridan : Lady Teazle
- 1957 : Silver Wedding de John Bowen : Lady Marlowe
- 1959 : The Marquise de Noël Coward, mise en scène de Frank Lawton (à Bath)
- 1960 : The Amorous Prawn d'Anthony Kimmins : Lady Dodo Fitzadam
- 1965 : The Circle de William Somerset Maugham (à Bath) : Lady Catherine
- 1978 : Pygmalion de George Bernard Shaw (à Leeds)
- 1987-1988 : Semi-Monde de Noël Coward

## Filmographie partielle

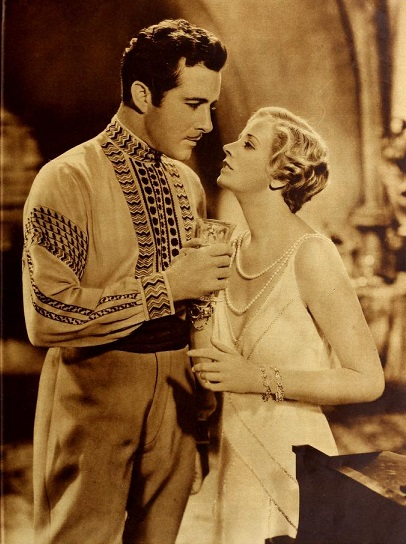
Avec John Boles, dans le film
One Heavenly Night (1931)

### Cinéma
(films britanniques, sauf mention contraire)
- 1931 : One Heavenly Night de George Fitzmaurice : Lilli
- 1933 : Waltz Time de Wilhelm Thiele : Rolsalinde Eisenstein
- 1934 : Princess Charming de Maurice Elvey : Princesse Elaine
- 1934 : Prima Donna (Evensong) de Victor Saville : Mme Irela / Maggie O'Neil
- 1935 : La Chanson de la jeunesse (The Night Is Young) de Dudley Murphy (film américain) : Elizabeth Katherine Anne « Lisl » Gluck
- 1971 : Un Roméo de banlieue (Say Hello to Yesterday) d'Alvin Rakoff : la mère

### Télévision
- 1957-1960 : Theatre Night (série), saison 1, épisode 12 Silver Wedding (1957 - Lady Marlowe) et saison 2, épisode 19 The Amorous Prawn (1960 - Lady Dodo Fitzadam) (télédiffusion de deux pièces mentionnées plus haut)
- 1983 : Bizarre, bizarre (Tales of the Unexpected) (série), saison 6, épisode 4 Clerical Error : Mme Standing
- 1988 : Les Windsor, la force d'un amour (The Woman He Loved) de Charles Jarrott (téléfilm) : Lady Cunard
- 1988 : Sun Child de Lawrence Gordon Clark (téléfilm) : Mme Whicker